# Rotărești (okręg Teleorman)
Rotărești – wieś w Rumunii, w okręgu Teleorman, w gminie Talpa. W 2011 roku liczyła 413 mieszkańców.